# Верхнебернский диалект
Верхнебе́рнский диале́кт (нем. Berner Oberländisch, Oberländerberndeutsch) — диалект немецкого языка, один из швейцарских диалектов (горно)алеманнского ареала. Распространён в швейцарском кантоне Берн (Оберланд).
Прежде всего верхнебернским диалектом считают диалект, распространённый в районе рек Лючине, Кандер, Зимме и регионе Заненланд. Диалекты Хазлиталя и коммуны Бриенц на востоке Бернер-Оберланда считаются самостоятельной диалектной группой. Со стороны Тунского озера продвигается бернский диалект. Верхнебернский различается от региона к региону.